# 篠原奈氏鱈
篠原奈氏鱈，為輻鰭魚綱鱈形目鼠尾鱈科的種，分布於西北太平洋日本海域，屬深海底棲性魚類，深度627－700公尺，體長可達24.4公分，棲息在底層水域，生活習性不明。